# Carl Bolle
Carl August Bolle (Berlino, 21 novembre 1821 – Berlino, 17 febbraio 1909) è stato un botanico e ornitologo tedesco.

## Biografia
Studiò medicina e scienze naturali nella sua città natale e a Bonn. Visitò Capo Verde e le Canarie tra il 1852 e il 1856, scrisse Mein zweiter Beitrag zur Vogelkunde der Canarischen Inseln nel 1857.
Fondò nel 1867 la Società ornitologica tedesca.

## Pubblicazioni
- Carl Bolle. 1865. Sopra una nuova specie italiana di tazzetta (Narcissus aschersonii). Ed. Societá italiana di scienze naturali. 8 pp.
- -------------. 1854. Bemerkungen über die Vögel der Canarischen Inseln. 16 pp.

### Libri
- Carl Bolle. 2010. Andeutungen über die freiwillige Baum- und Strauchvegetation der Provinz Brandenburg (Acerca de árboles de las alusiones y vegetación arbustiva de la Provincia de Brandenburgo). Edición reimpresa de Kessinger Publishing, LLC, 194 pp. ISBN 1160299900
- -------------. 1898a. Die Kosmier. Editor Steiger, 447 pp.
- -------------. 1898b. Die Erfolge der Radikaloperation der Encephatocele. Editor Friedrich-Wilhelms-Universität zu Berlin, 32 pp.
- Friedrich Drosihn, carl Bolle, friedrich Polle. 1897. Deutsche Kinderreime und Verwandtes. Aus dem Munde des Volkes vornehmlich in Pommern gesammelt. Editor B. G. Teubner, 209 pp.
- Carl Bolle. 1892. Florula insularum olim Purpurariarum, nunc Lanzarote et Fuerteventura cum minoribus Isleta de Lobos et la Graciosa. 28 pp.
- -------------. 1886. Baum- und Strauchvegetation. Editor Märkisches Provinzial-Museum der Stadtgemeinde Berlin, 80 pp.
- -------------, ludwig Wittmack. 1881. Deutsche Gartenkunst - Wissenschaft und Praxis. Aus der Cultur und Pflege des Gartens. Editor Halm & Goldmann, 611 pp.
- Berthold Seemann, carl Bolle. 1863. Die Palmen. Populäre Naturgeschichte derselben, nebst Verzeichnisse aller bekannten und in Gärten eingeführten Arten. 2ª edición de Engelmann, 368 pp.
- Carl Bolle. 1846. De vegetatione alpina in Germania extra alpes obvia: diss.

## Onori

### Eponimi
Animali
- Columba bollii della canaria laurisilva è stato nominato in suo onore da Frederick DuCane Godman.

Specie vegetali
- (Agavaceae) Agave bollii A.Terracc.[1]
- (Asteraceae) Cacalia bolleana (Sch.Bip. ex Seem.) Kuntze[2]
- (Begoniaceae) Begonia bolleana Urb. & Ekman[3]
- (Brassicaceae) Matthiola bolleana Webb ex Christ[4]
- (Campanulaceae) Lobelia bollii E.Wimm.[5]
- (Iridaceae) Iris bolleana Siehe[6]
- (Lamiaceae) Leucophae bolleana Bornm. ex G.Kunkel[7]
- (Lamiaceae) Salvia bolleana de Noé ex Bolle[8]

| Bolle è l'abbreviazione standard utilizzata per le specie animali descritte da Carl Bolle. Categoria:Taxa classificati da Carl Bolle |

| Bolle è l'abbreviazione standard utilizzata per le piante descritte da Carl Bolle. Consulta l'elenco delle piante assegnate a questo autore dall'IPNI. |